# Rosenberg (adelsätt)
Rosenberg var en svensk adelsätt som härstammade från Simon Simonsson Snare från Östergötland, adlad 1645 med nr. 322 på Riddarhuset. Ätten utslocknade 1709 med sonsonen, löjtnant Simon Jacob Rosenberg, som dödades vid slaget vid Poltava.